# 特低地台電車

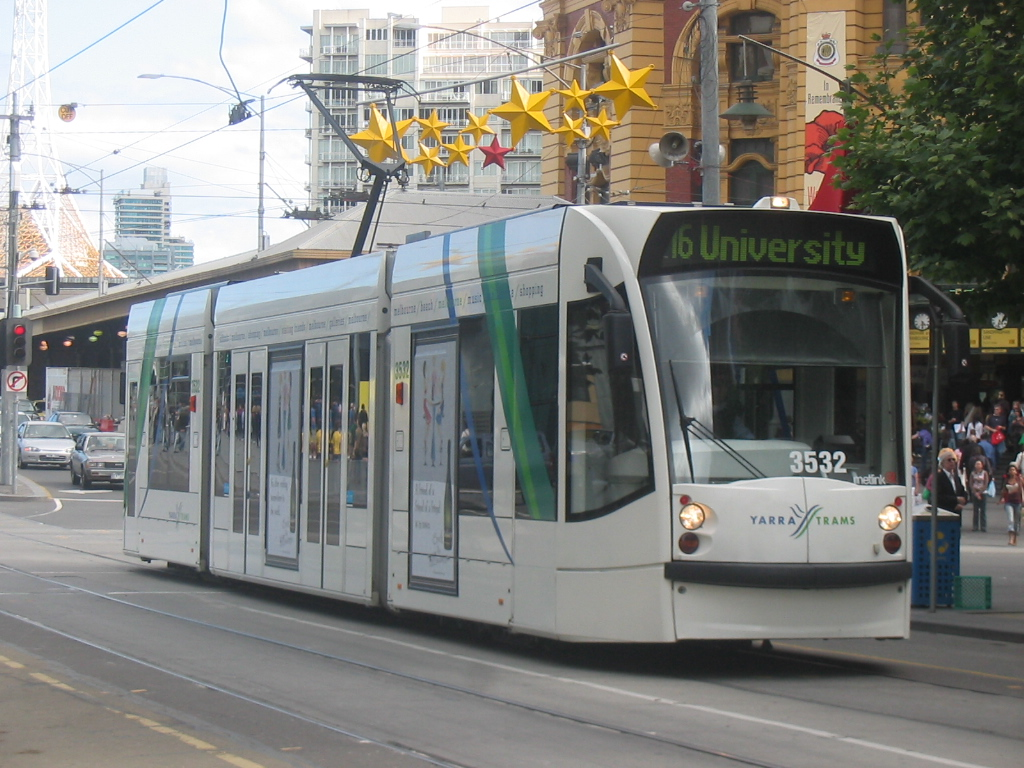
特低地台電車（圖為西門子Combino電車）

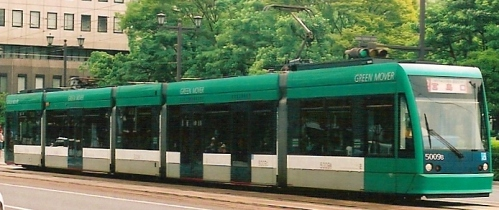
廣島電鐵5000型電車

特低地台電車（Ultra Low Floor tram，ULF），是一種登車時沒有樓級的有軌電車，特別適合長者和小孩乘搭。使用輪椅的乘客，乘搭特低地台電車亦非常方便。

## 另見
- 特低地台巴士

## 外部連結
- （英文）—Porsche Design Studio
- （德文）—Ulf story （页面存档备份，存于）